# 坎貝爾鎮區 (阿肯色州勞倫斯縣)
坎貝爾鎮區（英語：Campbell Township）是位於美國阿肯色州勞倫斯縣的一個行政鎮區。

## 地方資料
坎貝爾鎮區的面積為107.19平方千米，當中陸地面積為106.98平方千米，而水域面積為0.21平方千米。根據2010年美國人口普查的數據，當地共有人口5575人，而人口密度為每平方千米52.01人。